# Station Watford Junction
Watford Junction is een spoorwegstation van National Rail in Watford in Engeland. Het station is eigendom van Network Rail en wordt beheerd door West Midland Trains.

## Geschiedenis

### 19e eeuw
Het eerste treinstation dat in Watford werd geopend, lag aan de noordkant van St Albans Road, ongeveer 200 meter verderop op aan de lijn. Dit kleine, gelijkvloerse rode bakstenen gebouw werd gebouwd in 1836-7 toen het eerste deel van de London and Birmingham Railway (L &BR) werd geopend tussen Londen en Boxmoor. Het station had eerste- en tweedeklas wachtkamers, een opstelterrein, een wagenloods en een machinehuis. De perrons bevonden zich in een sleuf die toegankelijk was via een trap. In zijn 21 jaar van exploitatie diende het ook als een station voor de koninklijke familie; in de korte periode (1846-1849) dat de douairière koningin Adelaide in Cassiobury House woonde werd dit station gerenoveerd om haar een koninklijke wachtkamer te bieden, en het werd naar verluidt ook gebruikt door koningin Victoria en prins Albert tijdens een reis om Sir Robert Peel te bezoeken in november 1843, toen ze over de weg van Windsor Castle reisden om een trein van Watford naar Tamworth te nemen.
Het oorspronkelijke station sloot toen het werd vervangen door een nieuw, groter station, dat op 5 mei 1858 werd geopend. Het nieuwe Station Watford Junction lag ten zuiden van St Albans Road om ook de nieuw aangelegde aftakking naar St Albans te kunnen bedienen. Het knooppuntstation werd herbouwd in 1909 en werd uitgebreid herontwikkeld in de jaren 1980. Het monumentale Old Station House staat nog steeds op St Albans Road 147A, een zeldzaam overgebleven voorbeeld van architectuur uit het begin van het spoorwegtijdperk, en vandaag de dag wordt het gebouw bewoond door een tweedehands autodealer.
In 1862 opende de Watford and Rickmansworth Railway een aftakking van Watford naar Rickmansworth (Church Street). Nu grotendeels gesloten, begon deze route door naar het zuiden en westen te lopen naar een meer centraal station aan Watford's High Street, dat nog in gebruik is.
Vanaf 1846 werd de L&BR opgenomen in de London and North Western Railway (LNWR) en Watford Junction werd nu gerund door dit grote, ambitieuze bedrijf. De LNWR bouwde in 1856 een locomotievendepot naast het station in 1856, dat in 1872 werd vervangen door een groter gebouw dat op zijn beurt in 1890 werd vergroot. British Railways sloot dit depot in maart 1965.

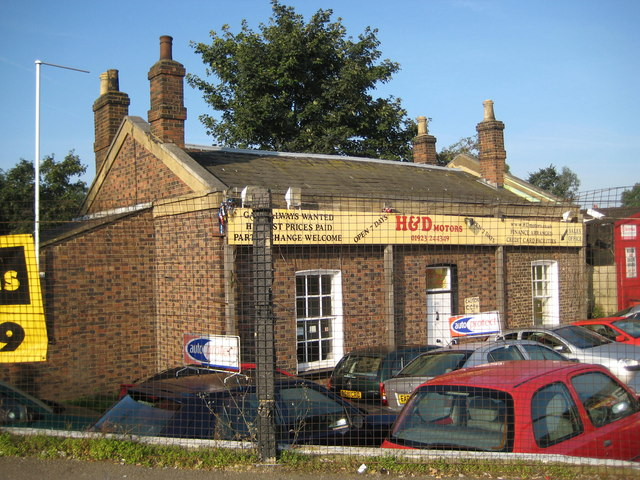
Het oorspronkelijke stationsgebouw
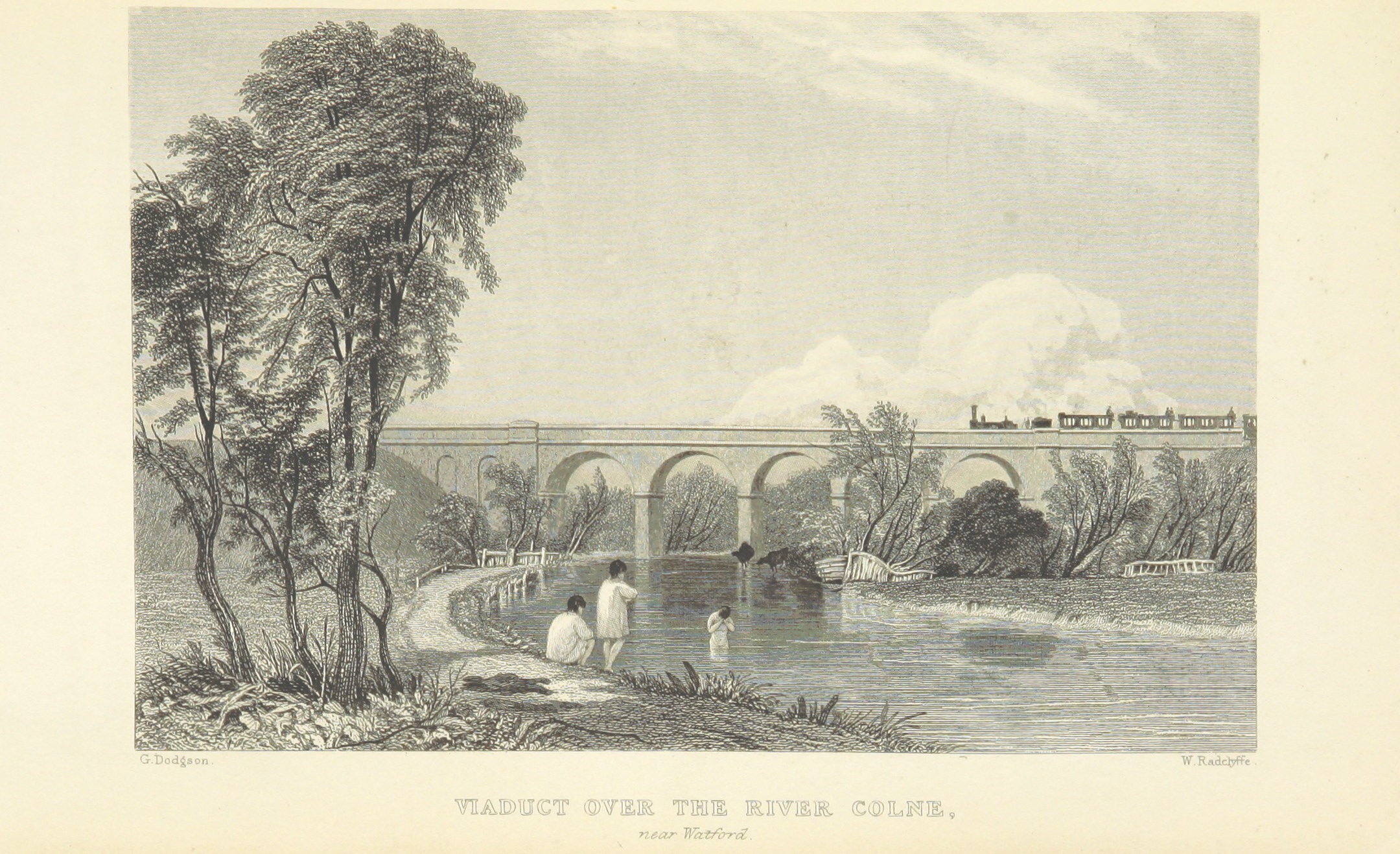
De spoorbrug over de Colne bij Watford
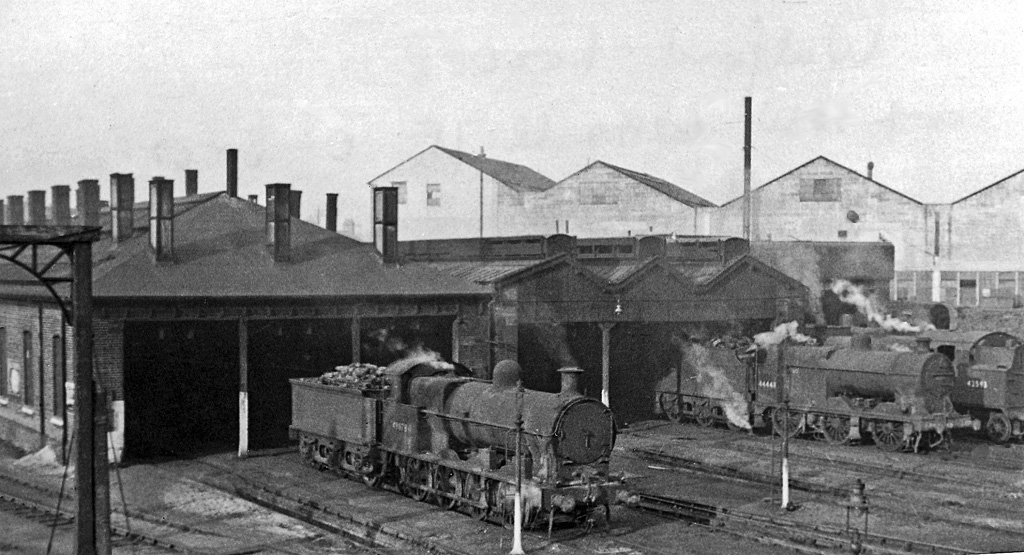
Het locomotievendepot in 1951

### 20e eeuw
Om te concurreren met lokale bussen en trams, bouwde de LNWR in de vroege jaren van de 20e eeuw een elektrische voorstadslijn van Euston naar Watford, nu bekend als de Watford DC Line, als verwijzing naar de gebruikte gelijkstroom (DC in het Engels). Deze lijn loopt goeddeels parallel aan de West Coast Main Line, maar volgt tussen Bushey en Watford Junction een andere route door het centrum van Watford. Een tweede zijlijn werd gebouwd van High Street westwaarts naar Croxley Green om nieuwe woningbouwprojecten in dat gebied te dienen. Beide takken werden later geëlektrificeerd als onderdeel van een verbeterplan, op hetzelfde DC-drierailsysteem. De Rickmansworth-tak was via twee sporen verbonden met de Main Line met een splitsing aan de noordzijde; deze sporen zijn inmiddels deels overbouwd en de overige zuidelijke delen maken deel uit van het huidige eindpunt van de Overground. Ooit werden metro-achtige treinstellen op deze takken gebruikt om een spanningsval als gevolg van het ontbreken van een onderstation in de buurt van Rickmansworth te voorkomen.
In 1917 begon ook de metro tot Watford Junction te rijden toen de Baker Street and Waterloo Railway, de latere Bakerloo line, haar metrostellen ten noorden van Queens Park liet doorrijden over de Watford DC line. In 1982 werden de metrodiensten geschrapt uit de dienstregeling. In 1984 kwam de slopershamer voor de Victoriaanse stationsgebouwen die vervangen werden door een modern kantoorgebouw bovenop het reisbureau en kaartverkoop op de begane grond. Het kantoorgebouw werd in gebruik genomen door bus- en vrachtwagenfabrikant Iveco. Sommige 19e-eeuwse wachtkamers bleven staan maar werden in 1987 alsnog gesloopt. De uitbreiding van het parkeerterrein betekende dat de sporen naar St.Albans werden verplaatst en een van de oorspronkelijke sporen tussen de perrons bleef als kopspoor bestaan. Dit kopspoor wordt nu voornamelijk gebruikt door Southern rail.
De elektrificatie van de hele West London Line gedurende de jaren 90 van de 20e eeuw maakte het haalbaar om diensten tussen Watford Junction en Clapham Junction te onderhouden zonder dat reizigers onderweg moeten overstappen. Southeren rail onderhoudt dan ook een doorgaande dienst tussen Milton Keynes en East Croydon via Watford Junction, met aansluitingen naar Brighton en Gatwick. De voorstadsdiensten kwamen in 1997 in handen van Silverlink en 10 jaar later gingen ze over naar Transport for London die ze onderbracht in haar overground net.
Er bestaat de bekende uitdrukking "North of Watford" die wordt gebruikt om het noorden van Engeland aan te duiden en ruimer een plaats die afgelegen is ten opzichte van Londen. De variant "North of Watford Junction" werd in het verleden gebruikt voor hetzelfde doel met verwijzing naar het station. Sommige bronnen suggereren dat er sprake is van een verwijzing naar verzorgingsplaats Watford Gap, hetgeen onwaarschijnlijk is omdat de uitdrukking al ruim voor de opening van deze verzorgingsplaats in 1959 bestond.

### 21e eeuw
Het voorplein van het station werd in 2013 heringericht waarbij de hoefijzervormige taxistandplaats werd verplaatst naar de zijkant van het gebouw, zodat voor het station een groter voetgangersgebied ontstond, en het busstation werd uitgebreid. Door een slechte aansluiting op de omliggende wegen was dit busstation echter onbereikbaar voor de bussen en ook de toegang tot het verplaatste parkeerterrein liet te wensen over. LNWR overwoog daarom in 2014 een herziening van het ontwerp.
Verder ligt er een 10 jaren plan om het station en de toegangspunten te verbeteren. Het plan omvat een nieuwe parkeergarage met meerdere verdiepingen en een nieuwe toegangsweg naar het station, die de A412 verbindt met Colonial Way en dus met de verbindingsweg A4008 M1.
Het tijdschema is ongewis omdat het plan rond Watford Junction in een afwegingsprocedure van het ministerie van verkeer is opgenomen, waar om financiering te verkrijgen een plan moet worden voorgelegd. Indien haalbaar worden de plannen rond Watford Station ingebracht in een ontwikkelingspool, waar meer dan 24 transportprojecten zullen concurreren voor ongeveer £ 600 miljoen.

## Ongelukken en incidenten

### 1954
Op 3 februari 1954 ontspoorde een sneltrein in de Watford tunnel als gevolg van een gebroken spoorstaaf. De achterste drie rijtuigen raakten los van de trein, waarvan er een op het perron terecht kwam. Een andere sneltrein schampte de wrakstukken maar raakte slechts licht beschadigd. 15 personen raakten gewond.

### 1975
Op 23 januari 1975 ontspoorde een sneltrein van Manchester naar Euston vlak ten zuiden van het station nadat het stellages had geraakt die op het spoor waren gevallen. Vervolgens botste hij met de slaaptrein van Euston naar Glasgow. De machinist van de trein uit Manchester kwam om het leven, acht reizigers en drie spoorwegbeambten raakten gewond. De stellages bleken afkomstig van een goederentrein die auto onderdelen van Dagenham naar Halewood vervoerde voor Ford. Hoewel de wagens bij vertrek uit Dagenham verzegeld waren, bleken er van drie de deuren geopend toen de trein na het ongeluk werd gecontroleerd. Het onderzoek stelde vast dat de deuren door dieven of vandalen waren geopend toen de trein stilstond bij Gospel Oak.

### 1996
In augustus 1996 reed een treinstel, Class 321, van Network SouthEast door rood. passed a signal at danger. De inmiddels stilstaande trein werd ongeveer 700 meter ten zuiden Watford Junction aangereden door een leeg treinstel van dezelfde serie.

### 2014
Op 26 oktober 2014 raakte een elektrisch treinstel, class 350, van London Midland de deur van een schakelkast langs de lijn. De trein was om 6:42 uur uit Milton Keynes vertrokken en liep schade op aan een aantal deuren, niemand raakte gewond. De RAIB onderzocht het incident en concludeerde dat de deur van de schakelkast de vorige nacht niet goed was vastgezet tijdens onderhoudswerkzaamheden. Het onderzoek merkte ook op dat de onderhoudsploeg waarschijnlijk oververmoeid was als gevolg van een patroon van consistent nachtdienstwerk, regelmatig overwerk en slaapgebrek op korte termijn.

### 2016
Op 16 september 2016 botste treinstel 350 264 bij de ingang van de Watford Tunnel op een aardverschuiving, veroorzaakt door zware regenval de vorige nacht, en ontspoorde. Vervolgens botste treinstel 350 233 op de ontspoorde trein met twee gewonden tot gevolg. Het treinverkeer was de drie volgende dagen ontregeld.

## Stationschefs
- W. Austin 1852 - 1880
- Alfred Willis Briggs 1883 - 1885 (voorheen stationschef in Banbury)
- Edward Brook 1885 - 1889
- George Tuley 1889 - 1898 (daarna stationschef bij Rugby)
- Frederick Arthur Hawkins 1898 - 1902 (daarna stationschef bij Rugby)
- William Hedge 1902 - 1908 (daarna stationschef bij Rugby)
- James Glass 1908 - 1914
- E.W. Kruis 1914 - 1929
- S. Bunker 1929 - ???? (voorheen stationschef op Wembley (voor 3 weken))
- T. Finch ???? - 1943 (daarna stationschef in Birmingham New Street)
- G. H. Rogers 1943 - 1944 (daarna stationschef in Nottingham)
- Frank Shelley 1944 - 1946 (daarna stationschef te Carlisle)
- F.T. Hawkins 1946 - 1947
- John Ellwood 1947 - 1951 (voorheen stationschef Barrow in Furness)
- A. Stabler ca. 1962 - 1965
- J. Bates 1965 - ???? (voorheen stationschef bij Bricket Wood)

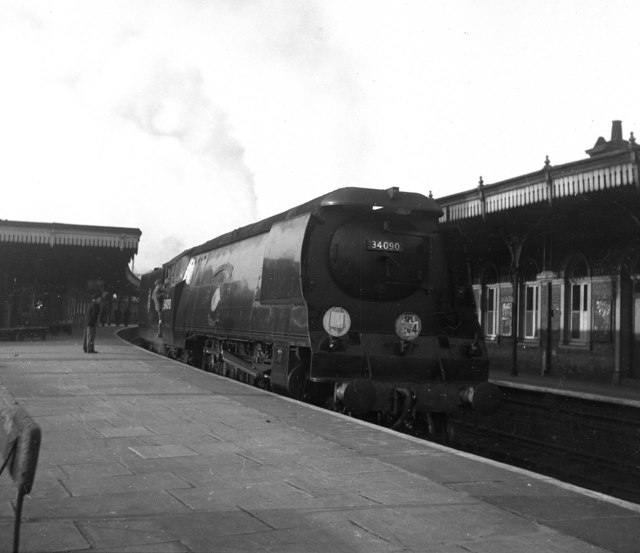
Watford Junction in 1956
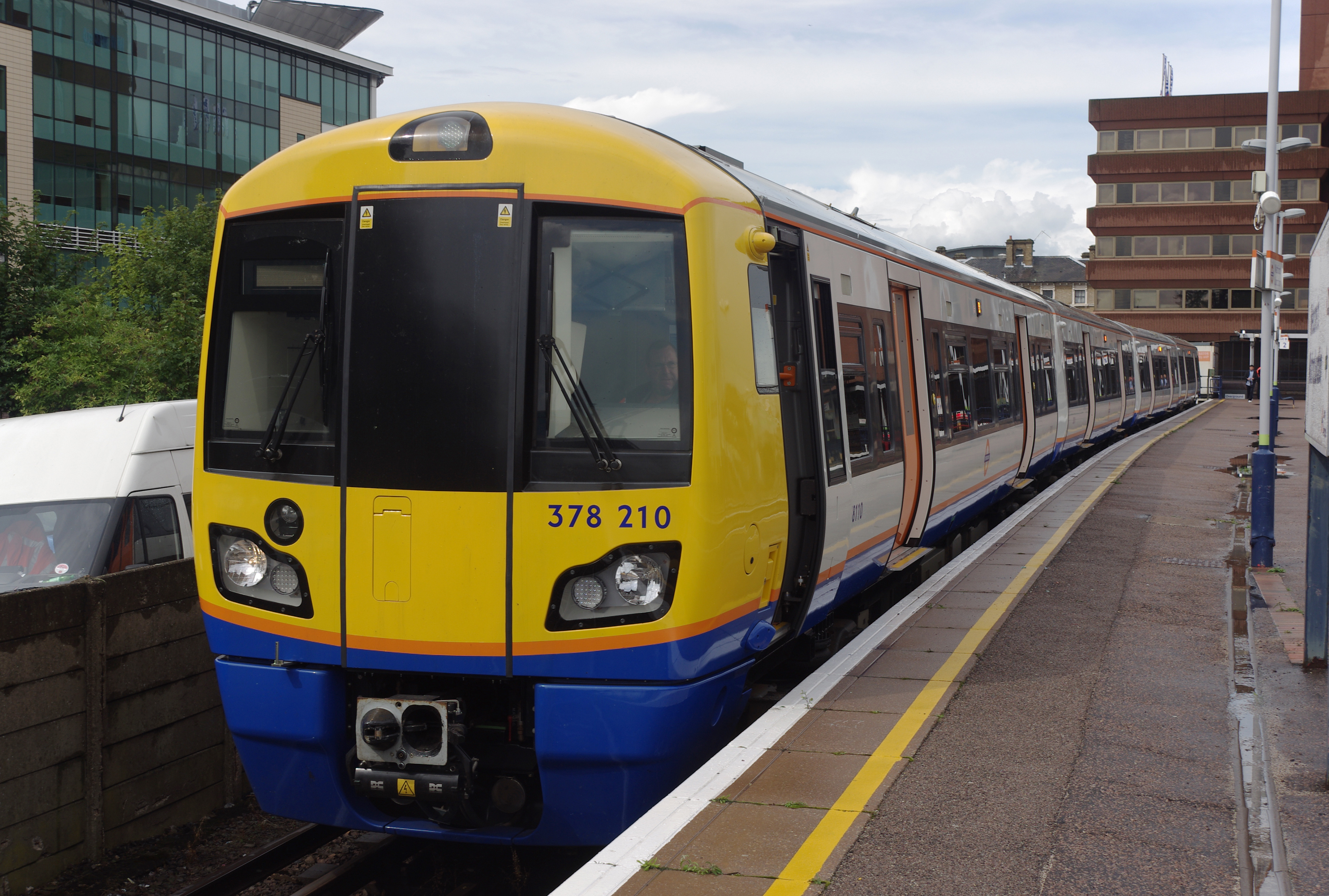
De overground op het kopspoor in Watford Junction railway
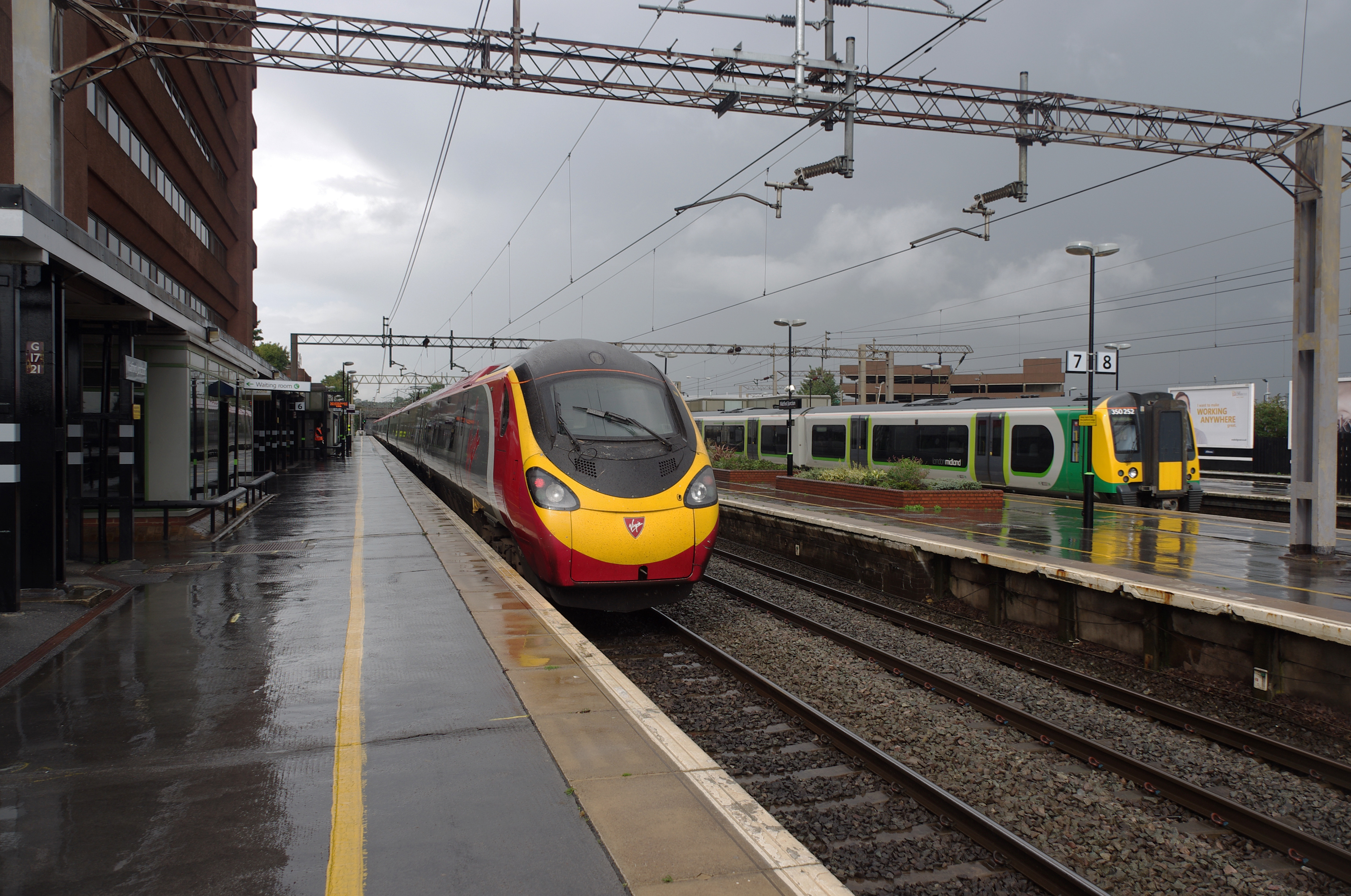
Links de sneldienst van Virgin, rechts de stoptrein van London Midland tijdens een stop in Watford Junction

## Ligging en inrichting
Het station ligt in Hertfordshire aan de West Coast Main Line (WCML) op 28 kilometer van London Euston bij de aansluiting van de Abbey Line, een aftakking naar St Albans. Vlak ten zuiden van het station ligt het viaduct over de Colne vallei, iets ten noorden van het station ligt de Watfordtunnel. Reizen naar Londen duren tussen de 16 en 52 minuten, afhankelijk van de gebruikte treindienst: kortere tijden op snelle non-stop treinen en langzamer op de overground op de Watford DC-line. Daarnaast rijden ook treinen naar Clapham Junction en East Croydon via de West London Line. Het station is ook een belangrijk knooppunt voor lokale busdiensten en het opstapstation voor bussen van de Warner Bros. Studio Tour London - The Making of Harry Potter. Op 11 november 2007, toen de Watford DC Line door Silverlink werd overgedaan, kregen zowel de Overground als Southern de mogelijkheid om te betalen met de Oyster Card. Op 18 november 2007 werd dit uitgebreid tot de diensten van London Midland hoewel het buiten de tarifzones 1-9 ligt en een bijzonder tarief geldt. Het station wordt bemand door treindienstleiders van London Northwestern Railway, het is het zuidelijkste en het dichst bij Londen liggende dat wordt beheerd door London Northwestern Railway binnen haar netwerk; London Overground onderhoudt heeft hier ook een standplaats voor het personeel. De Overground gebruikt allen de sporen 1-4 maar heeft een aansluiting op spoor 6 ten behoeve van materieel uitwisseling via de WCML van / naar Londen Euston.
- De sporen 1-4 zijn kopsporen voor de London Overground over de Watford DC Line naar Londen Euston.
- Spoor 5 werd tot 1982 gebruikt door de Bakerloo line en werd opgebroken tijdens de verbouwing van 1984.
- Spoor 6 wordt gebruikt door sneldiensten van Avanti West Coast 1 x per uur naar Birmingham New Street, 1 x per uur naar Schotland (afwisselend Glasgow Central of Edinburgh), en die van London Northwestern Railway naar het noorden.
- Spoor 7 wordt gebruikt door dezelfde verbindingen richting Londen, waarbij Avanti alleen stopt voor uitstappers.
- Spoor 8 wordt gebruikt door stoptreinen en interregiotreinen van London Northwestern Railway in noordelijke richting en een beperkt aantal diensten van Southern naar Hemel Hempstead.
- Spoor 9 wordt gebruikt door dezelfde verbindingen in de andere richting, waarvan een aantal doorrijdt naar East Croydon via Kensington Olympia, Selhurst, Balham en Clapham Junction.
- Spoor 10 is een kopspoor dat dient als eindpunt van de treindiensten van Southern uit Kensington Olympia en Clapham Junction. Er zijn extra hier eindigende diensten van en naar East Croydon, Balham, Selhurst en South Croydon op weekdagen en zaterdagen. London Northwestern Railway verzorgt 2 treinen op weekdagen om 07:55 en 08:15 uur naar London Euston in de ochtend, terwijl één trein eindigt vanuit London Euston om 17:55 uur.
- Spoor 11: Gebruikt voor de dienst elke 45 minuten naar de abdij van St Albans. Het is beperkt tot een vierbaks treinstel class 319.

## Reizigersdienst
De normale treindienst in de daluren omvat:

### Londen Overground
- 4 treinen per uur naar Londen Euston via de Watford DC lijn

### Southern Rail
- 1 trein per uur naar East Croydon
- 2 treinen per dag naar Hemel Hempstead

### Londen Northwestern Railway
- 5 treinen per uur naar Londen Euston
- 2 treinen per uur naar Tring
- 1 trein per uur naar Milton Keynes Central
- 1 trein per uur naar Rugeley Trent Valley via Birmingham New Street
- 1 trein per uur naar Liverpool Lime Street via Birmingham New Street
- 1 trein per uur naar St Albans Abbey

### Avanti Westcoast
- 1 trein per uur naar Birmingham New Street
- 1 trein per uur naar Londen Euston (alleen uitstappen)
- 1 trein per dag naar Shrewsbury
- 1 trein per dag naar Manchester Piccadilly
- 5 treinen per dag naar Wolverhampton

### Caledonian Sleeper
- 1 trein per dag naar Aberdeen / Inverness / Fort William (alleen instappen)
- 1 trein per dag naar Glasgow Central/Edinburgh Waverley
- 1 trein per dag naar Londen Euston (alleen uitstappen)

Plaatselijke bussen rijden naar bestemmingen zoals Heathrow Airport, Stanmore, Uxbridge en Brent Cross in Londen, Amersham, Chesham en High Wycombe in Buckinghamshire, Hatfield, Harpenden en Hertford in Hertfordshire, Luton Airport in Bedfordshire en Harlow in Essex.
Specifieke routes zijn de Londense buslijnen 142, 258 en de lijnen van Arriva Shires & Essex 8, 10, 320, 321 en 520, alsmede die van Intalink 306 (schoolbus), 352, 501, 635, W1, W2, W3, W4, W20 en W30.
De Warner Bros. Studio Tour London – The Making of Harry Potter pendelbus 311 vertrekt ook vanaf het voorplein van het station.
Groene lijn lijn 724 stopt op het voorplein van het station. Deze rijdt rechtstreeks naar St Albans en Harlow vanaf halte 5 en naar Heathrow Terminal 5 via Heathrow Central en Rickmansworth station vanaf halte 2.

## Voorstellen

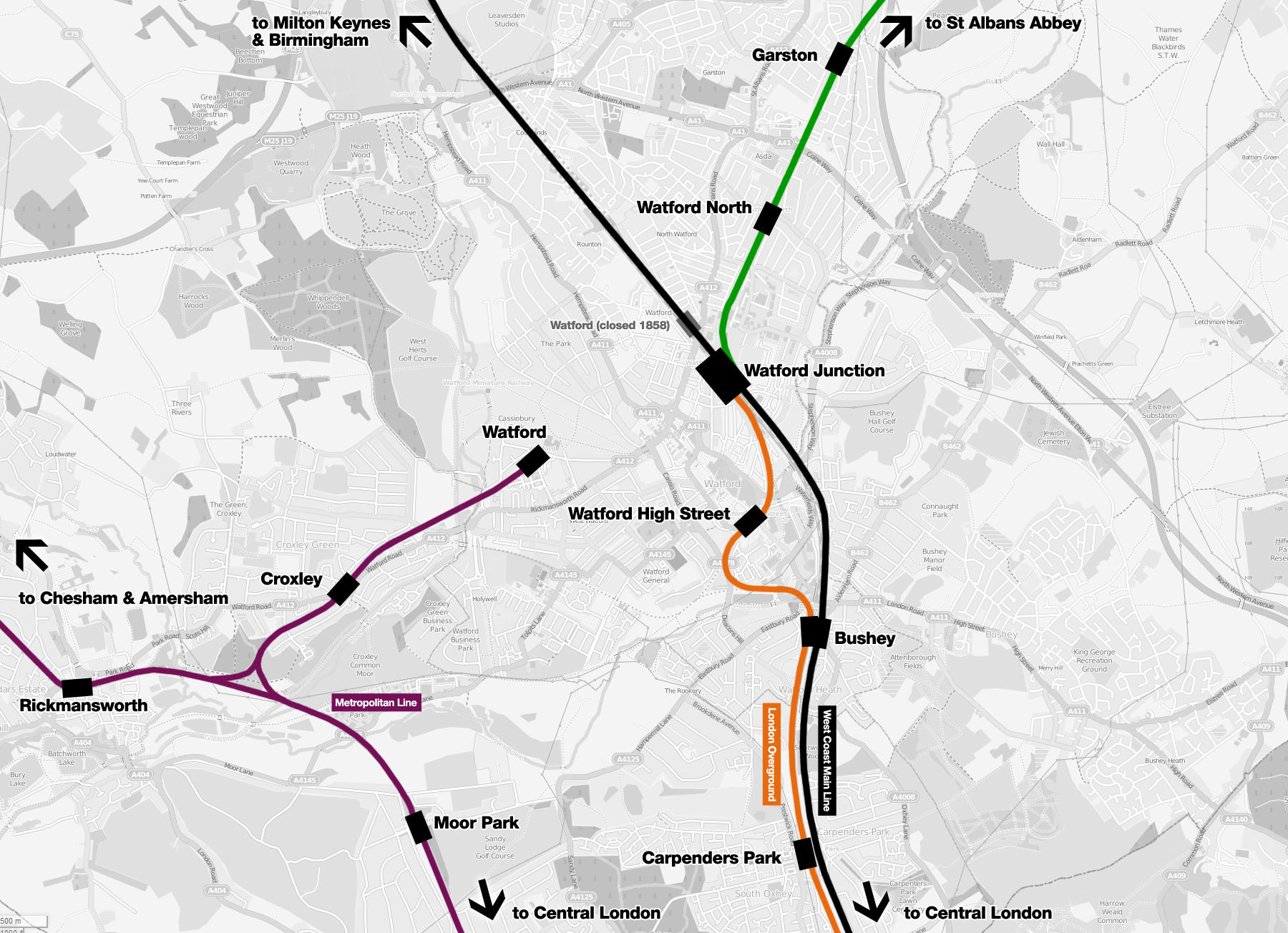
De spoorverbindingen rond Watford
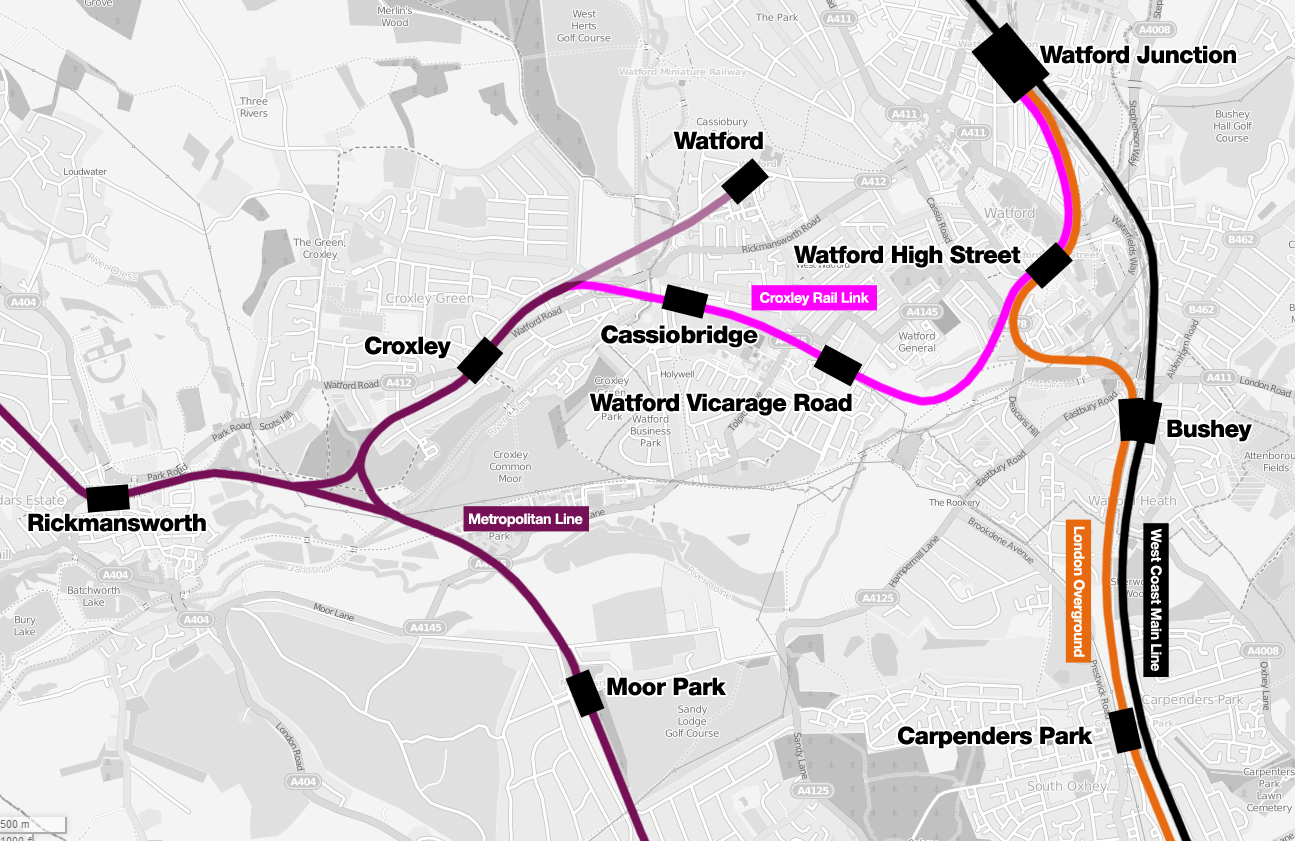
De Croxley rail link op de kaart ingetekend
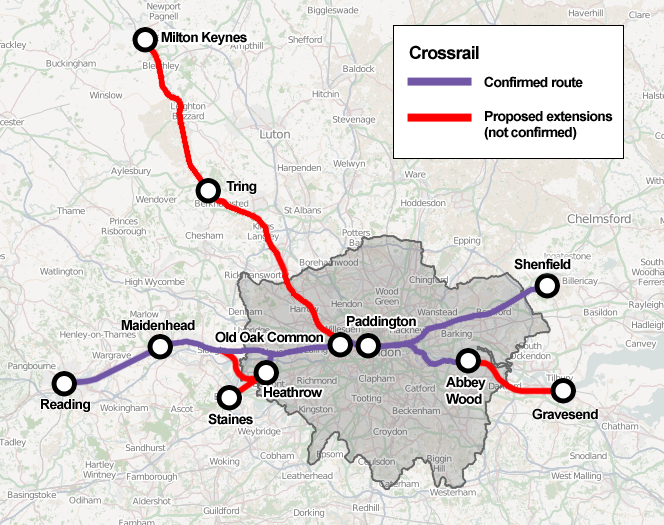
Crossrail (paars) en de voorgestelde verlengingen (rood)

### Croxley Rail Link
Een voorstel genaamd de Croxley Rail Link - later de Metropolitan Line Extension - zou de Watford-tak van de Metropolitan Line hebben omgeleid via de in onbruik geraakte Croxley Green-tak om te eindigen bij Watford Junction. Verwacht werd dat het in 2020 zou worden geopend voor passagiersdiensten, maar vanwege financieringsproblemen is het project stopgezet.

### Verbetering van de West London Line
Het London and south east route utilisation strategy document gepubliceerd door Network Rail in juli 2011 doet verschillende voorstellen voor het verbeteren van de diensten van en naar Watford Junction, om de West London Line effectiever te verbinden met de WCML en om sporen in Londen Euston te ontlasten vooruitlopend op de komst van High Speed 2, de hogesnelheidslijn tussen Euston en Birmingham.
Uitgaande van de voortdurende toename van de vraag op de verbinding tussen Watford Junction en de West London Line, is een aanzienlijke groei van het aantal spitsdiensten nodig, aangezien de huidige dienst de enige verbinding vormt tussen de corridors Watford Junction en Kensington Olympia. Dit voorstel stelt voor om de piekdienst West London Line - Watford Junction / Milton Keynes Central te verhogen tot drie ritten per uur en de huidige dalurendiensten te verhogen van een uur naar elke 30 minuten. Daarnaast is voorgesteld dat Southern Rail de treinen van 4 tot 8 bakken te verlengen om overvolle treinen te ontlasten.

### Crossrail
Network Rail's London & South East Route Utilisation Strategy (RUS) van juli 2011 adviseerde om diensten op de West Coast Main Line (WCML) tussen Londen en Milton Keynes Central om te leiden van Euston naar Old Oak Common en daarmee naar Crossrail, om capaciteit in Euston vrij te maken voor High Speed 2. De omleiding van treindiensten door het centrum van Londen zou een directe verbinding mogelijk maken van stations zoals Watford Junction naar West End-stations zoals Tottenham Court Road en zou de drukte op station Euston verlichten. De capaciteit van Crossrail ten westen van Paddington kan beter worden benut en de toegang tot Heathrow Airport vanuit het noorden wordt verbeterd. In het kader van deze regeling zouden alle Crossrail-treinen ten westen van Paddington doorgaan, in plaats van dat sommige daar eindigen. Ze zouden Heathrow Airport met 10 treinen per uur en de stations richting Maidenhead en Reading 6 keer per uur bedienen. Dit voorstel is niet officieel bevestigd of gefinancierd, hoewel een aankondiging in augustus 2014 door de minister van Transport Patrick McLoughlin aangaf dat de regering actief de mogelijkheid evalueerde om Crossrail uit te breiden tot Tring en Milton Keynes Central (rood op de kaart).Voorwaarden voor de verlenging zijn dat eventuele extra diensten geen invloed zouden hebben op het geplande servicepatroon voor bevestigde routes, evenals de betaalbaarheid.

### Londen Euston/Watford-Aylesbury
De spoorwegmaatschappij Chiltern Railways stelde in 2008 voor om een nieuwe oost-west directe spoorroute van Watford Junction naar Aylesbury te exploiteren via de nieuwe Croxley Rail Link en het noordelijke deel van de London to Aylesbury Line. Het voorstel, of een verbinding van Aylesbury naar Londen Euston, is gesteund door de vervoersbelangengroep Greengauge 21. In een verslag van de Hertfordshire County Council uit 2006 werd melding gemaakt van de mogelijkheid van een verbinding tot in Amersham.

### Watford naar St Albans Busway (Abbey Busway)
Een ontwerp van spoorwegstrategie,die in juni 2015 door de Provincieraad van Hertfordshire werd gepubliceerd, behandelde opnieuw lightrailvoorstellen voor de Abbey Line, maar beval ook aan dat het spoor zou worden verwijderd en vervangen door een geleide busbaan.
Station London Euston · South Hampstead · Kilburn High Road · Queen's Park · Kensal Green · Willesden Junction · Harlesden · Stonebridge Park · Wembley Central · North Wembley · South Kenton · Kenton · Harrow & Wealdstone · Headstone Lane · Hatch End · Carpenders Park · Bushey · Watford High Street · Watford Junction